# Grez-en-Bouère
Grez-en-Bouère is een gemeente in het Franse departement Mayenne (regio Pays de la Loire). De plaats maakt deel uit van het arrondissement Château-Gontier. Grez-en-Bouère telde op 1 januari 2022 977 inwoners.

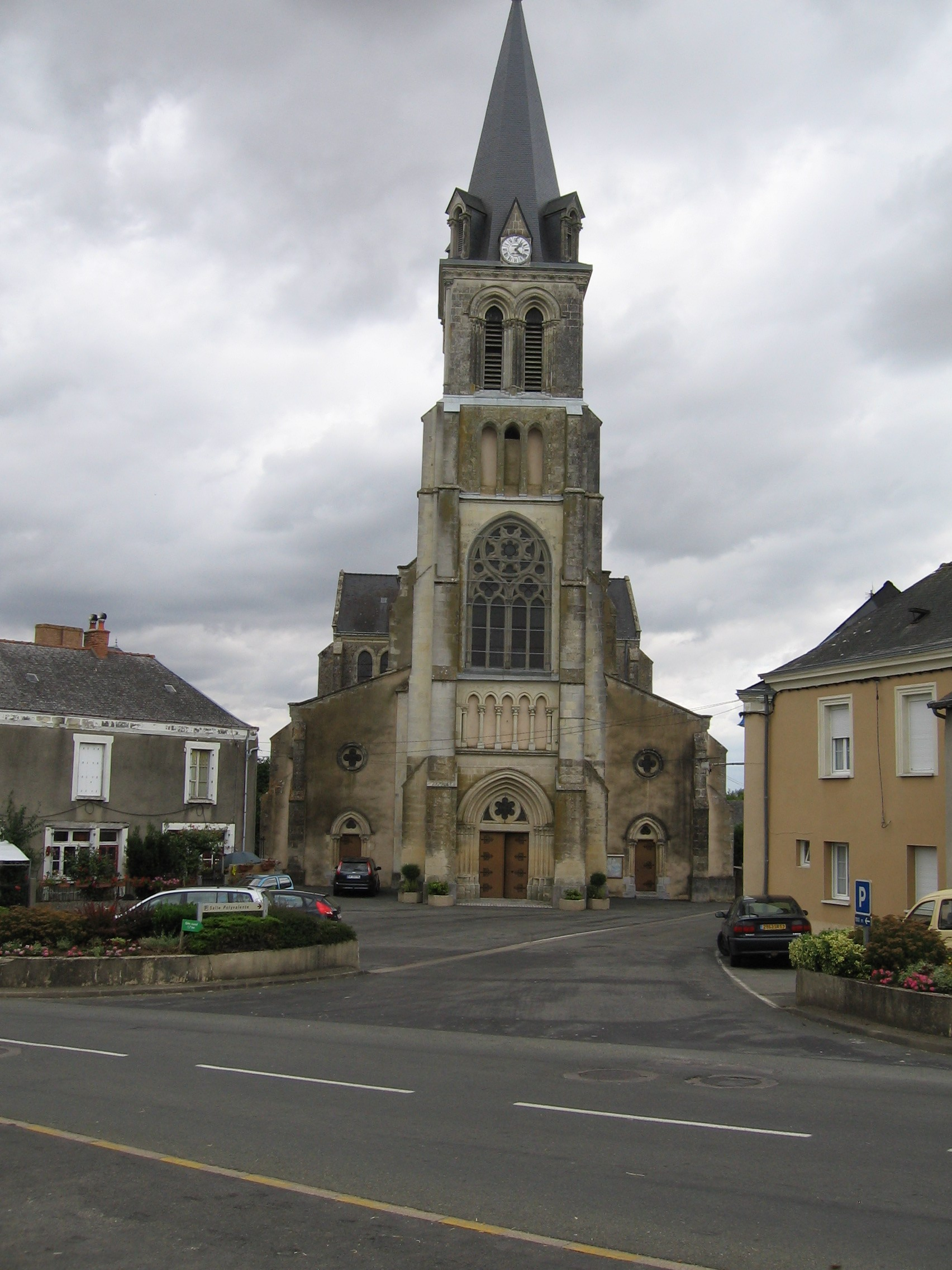
Kerk in Grez-en-Bouère
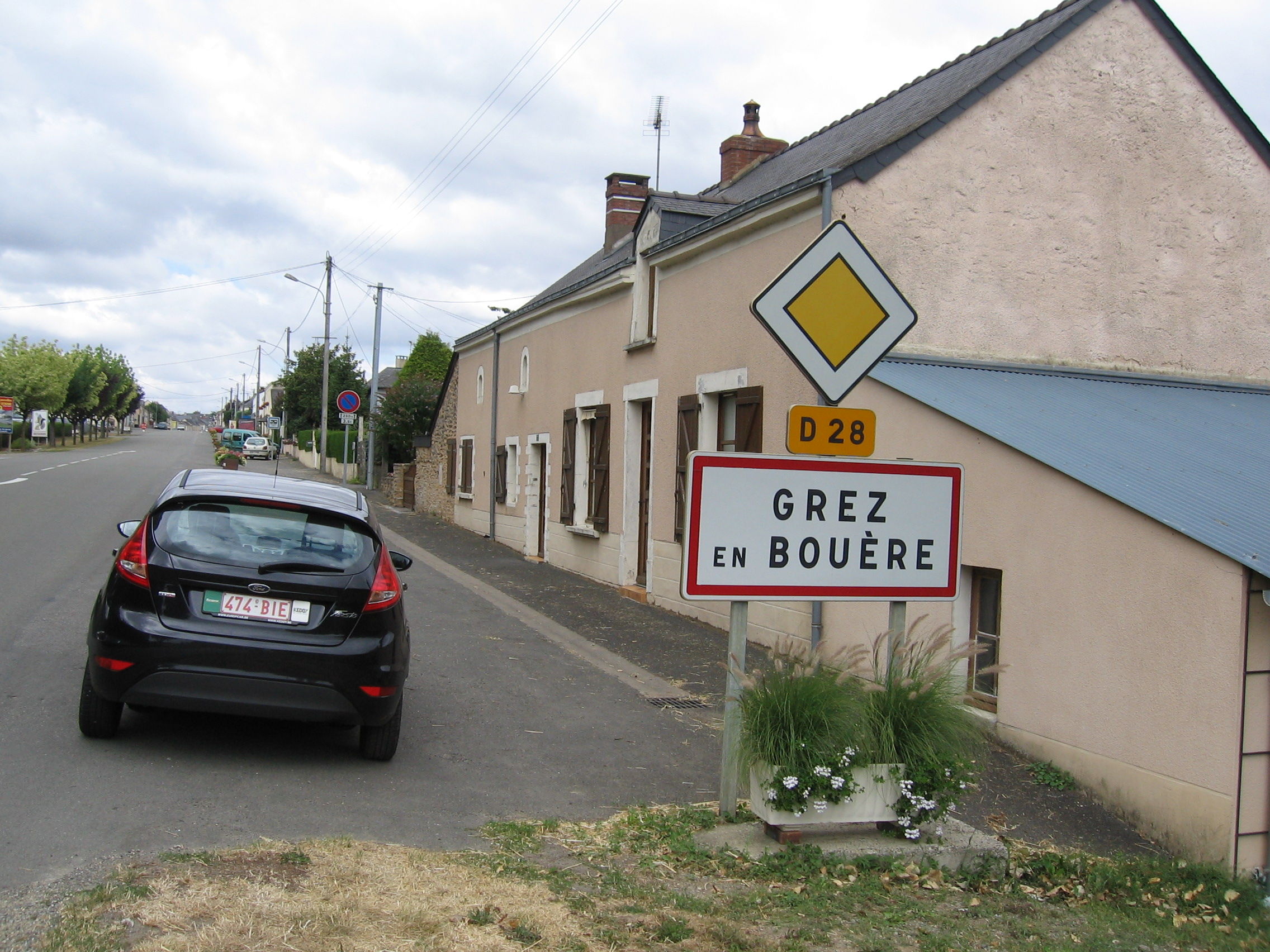
Grez-en-Bouère

## Geografie
De oppervlakte van Grez-en-Bouère bedroeg op 1 januari 2022 27,29 vierkante kilometer; de bevolkingsdichtheid was toen 35,8 inwoners per km².

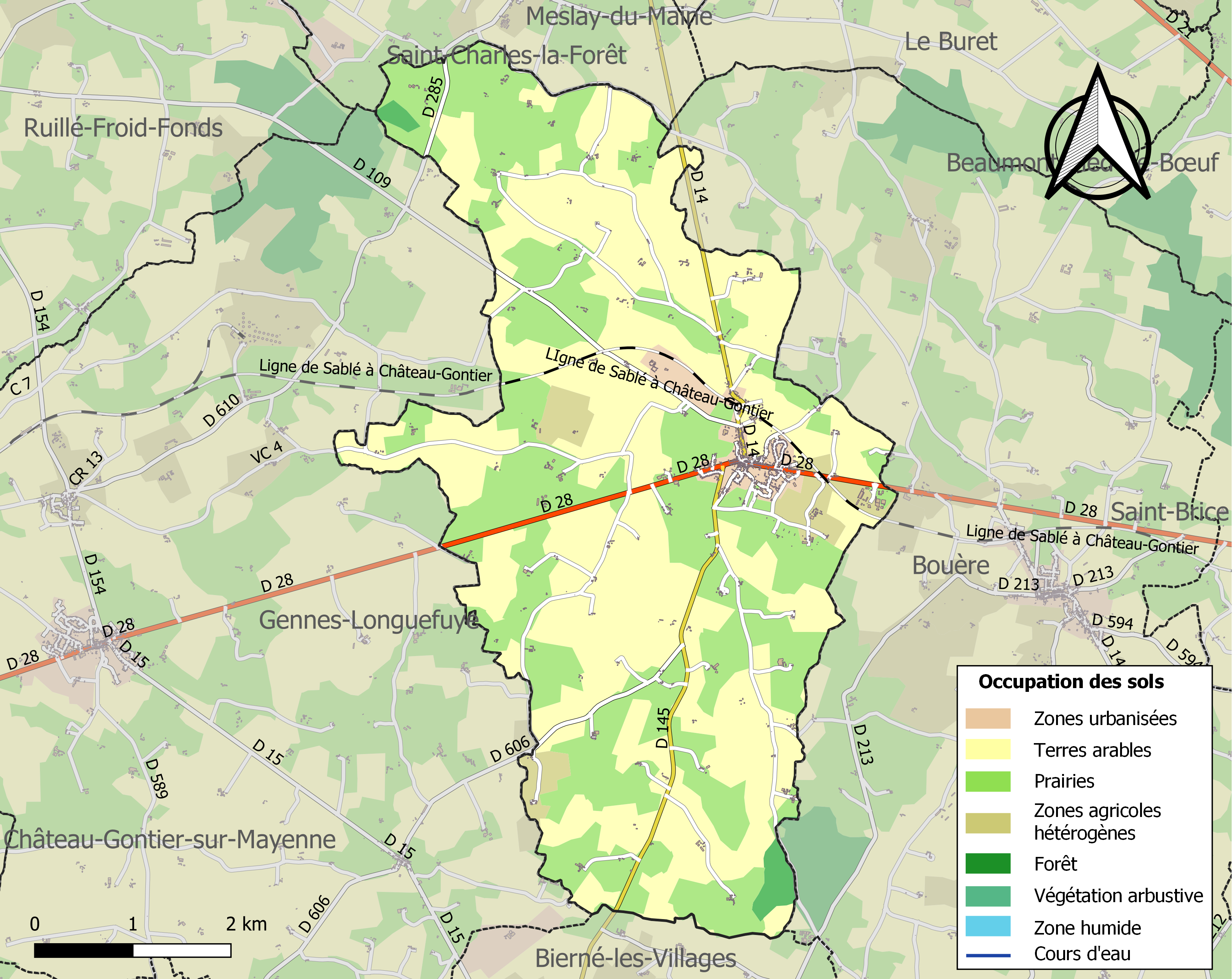
Kaart van de gemeente met de belangrijkste infrastructuur, bodemgebruik en omliggende gemeenten

## Demografie
Onderstaande figuur toont het verloop van het inwonertal (bron: INSEE-tellingen).